# Élections législatives béliziennes de 2012
Les élections législatives béliziennes de 2012 ont lieu le 7 mars 2012 afin de renouveler les 31 membres de la Chambre des représentants du Belize. 
Elles sont remportées par le Parti démocratique uni, mené par le Premier ministre Dean Barrow, qui remporte 17 sièges sur 31 contre 14 au Parti uni du peuple.

## Partis
Le Parti démocratique uni (United Democratic Party ou UDP) du premier ministre Dean Barrow détient 25 sièges avant la dissolution. Le Parti uni du peuple (People's United Party ou PUP), mené depuis la fin 2011 par Francis Fonseca, détient les autres sièges du parlement. Une coalition non représentées de petits partis se présente dans neuf circonscriptions sous la bannière de l'Alliance pour l'unité du Belize (Belize Unity Alliance).

## Système électoral
La Chambre des représentants est la chambre basse de l'Assemblée nationale, le parlement bicaméral du Belize. Elle est composée de 31 sièges pourvus pour cinq ans au scrutin uninominal majoritaire à un tour dans autant de circonscriptions électorales.

## Résultats
|                           |                               |         |       |      |        |               |  |  |  |
| Parti                     | Parti                         | Voix    | %     | +/-  | Sièges | +/-           |  |  |  |
|                           | Parti démocratique uni        | 64 976  | 50,37 | 6,24 | 17     | 8             |  |  |  |
|                           | Parti uni du peuple           | 61 329  | 47,54 | 6,82 | 14     | 8             |  |  |  |
|                           | Parti populaire national      | 828     | 0,64  | 0,21 | 0      | en stagnation |  |  |  |
|                           | Vision inspirée par le peuple | 382     | 0,30  | 0,45 | 0      | en stagnation |  |  |  |
|                           | Indépendants                  | 822     | 0,64  | 0,58 | 0      | en stagnation |  |  |  |
|                           |                               |         |       |      |        |               |  |  |  |
| Suffrages exprimés        | Suffrages exprimés            | 128 999 | 99,03 |      |        |               |  |  |  |
| Votes blancs et invalides | Votes blancs et invalides     | 1 259   | 0,97  |      |        |               |  |  |  |
| Total                     | Total                         | 130 258 | 100   | -    | 31     | en stagnation |  |  |  |
| Abstentions               | Abstentions                   | 49 055  | 27,55 |      |        |               |  |  |  |
| Inscrits / participation  | Inscrits / participation      | 178 054 | 72,45 |      |        |               |  |  |  |